# Cochlearia tatrae
Cochlearia tatrae — вид квіткових рослин з родини капустяних (Brassicaceae). Ареал: Європа (Польща, Словаччина).

## Екологія
Населяє альпійські джерела, береги струмків, вологі осипи та вологі ущелини скель від субальпійського до субнівального рівня

## Біоморфологічна характеристика
Багаторічна рослина 10(30) см заввишки. Кореневище багатоголове, гіллясте. Стебло висхідне, ± нерозгалужене, кутасте, облистнене. Листки в приземній розетці, довгочерешкові, округло-серцеподібні, цілісно-крайові; стеблові рідкісні, яйцеподібні. Квітки зібрані в густу китицю, віночок у діаметрі 5–7 мм, від кремового до жовтувато-білого. Плід — оберненояйцеподібний стручок. Цвіте з червня по вересень (жовтень).

## Загрози й охорона
Основними загрозами є ерозія, випас тварин і шкідлива діяльність туристів. В якості додаткової загрози відзначено сходження лавин. У Словаччині він перебуває під загрозою зникнення, і всі його місцеположення входять до охоронної території. У 1968 році вид був штучно висіяний на різних ділянках у центральній частині Нізьких Татр у Словаччині, але безуспішно. У Польщі занесений до Червоної книги Польщі як вразливий. Усі польські популяції перебувають на території Татранського національного парку.